# فرودگاه روگمونت
فرودگاه روگمونت (به انگلیسی: Rougemont Airport) یک فرودگاه خصوصی است که یک باند فرود چمن دارد و طول باند آن ۶۷۱ متر است. این فرودگاه در شهر روگمونت کشور کانادا قرار دارد و در ارتفاع ۲۴ متری از سطح دریا واقع شده است.